# Sak Noel
Sak Noel, pseudonimo di Isaac Mahmood Noell (La Cellera de Ter, 12 aprile 1983), è un disc jockey e produttore discografico spagnolo.
È anche il fondatore e co-gestore della casa di produzione Moguda (parola che significa movimento in catalano, nel senso di movimento sociale-artistico). A partire dal 2009, Moguda presiede al Moguda Dance Festival.

## Biografia
Sak Noel ha imboccato la strada della musica da studente, influenzato dalla musica elettronica. Tramite la propria compagnia, Moguda, ha cooperato con Mak & Sak e Xana, e ha avviato un tour. È stato lanciato da Loca People, che ha scalato le classifiche in molti Paesi d'Europa, raggiungendo il primo posto in diverse nazioni. In Italia il singolo ha ottenuto il disco d'oro. Ha ottenuto un discreto successo anche il secondo singolo Paso, caratterizzato da un sound molto simile al precedente pezzo Loca People.
Nell'ottobre 2011, viene distribuita dall'etichetta discografica Do It Yourself la Sak Noel - Loca People, DJ Deluxe Edition, contenente i remix ufficiali del brano, include : Alexandra Damiani Remix, Simon de Jano Remix, Loco Tony Remix, Dabo Remix e la versione Summer Edition.
È un amico stretto del cantante,  cantautore e Dj Redfoo.

## Discografia

### Singoli
- 2011 – Loca People
- 2012 – Paso (The Nini Anthem)
- 2012 – Where? (I Lost My Underwear)
- 2013 – Party On My Level (feat. Sito Rocks)
- 2013 – I Am the Law
- 2014 – No Boyfriend (No Problem) (feat. Mayra Veronica, DJ Kuba e Neitan)
- 2015 – Pinga (feat. Sito Rocks)
- 2016 – Trumpets (con Salvi) (feat. Sean Paul)
- 2020 – Tocame (con Salvi e Franklin Dam)
- 2020 – Bruk It Down (con KSHMR) (feat. Txtheway)
- 2020 – Que Rica (Tocame) (con Pitbull e Salvi)
- 2021 – Tembleque (con Nosfe e Alexandra Stan) (feat. Los Tioz)
- 2022 – Never Going Home (con Jasmine Ortiz)